# Lena Zavaroni

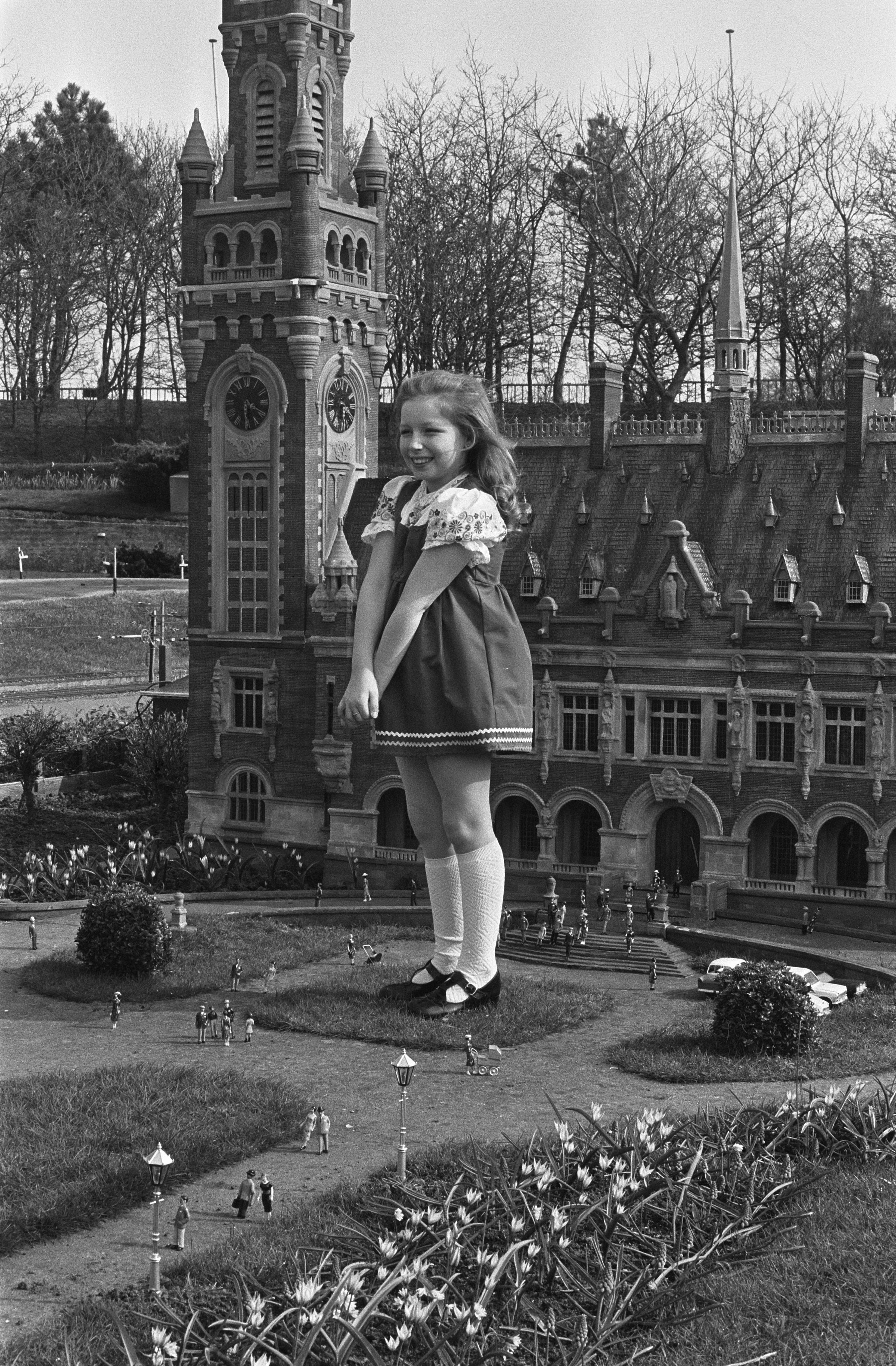
Zavaroni im Alter von 10 Jahren (1974)

Lena Hilda Zavaroni (* 4. November 1963 in Rothesay, Schottland; † 1. Oktober 1999 in Cardiff, Wales) war eine britische Sängerin, die ihre Karriere als Kinderstar begann.

## Kindheit und Entdeckung
Lena Zavaroni wurde als Kind von Musikern in Schottland geboren. Ihr Vater Victor Zavaroni war Gitarrist und ihre Mutter Sängerin. Lena begann im Alter von zwei Jahren zu singen. Ihr Großvater war ein italienischer Einwanderer. 1973 wurde sie von dem britischen Musikproduzenten Tommy Scott entdeckt, der in ihrem Geburtsort den Urlaub verbrachte. Er hörte sie in der Band ihres Vaters und ihres Onkels.

## Gesangskarriere
1974 trat sie erstmals in einer britischen Fernsehshow für junge Talente auf. Nach den erfolgreichen Auftritten in der Show wurde ihr erstes Album mit dem Titelsong Ma, He’s Making Eyes at Me veröffentlicht. Das Album erreichte den achten Platz in den britischen Albumcharts. Sie ist seitdem die jüngste Interpretin, die ein Album in die britischen Top Ten brachte. Auftritte in der BBC-Sendung Top of the Pops folgten. Im gleichen Jahr trat sie bei einem Wohltätigkeitskonzert in Hollywood an der Seite von Frank Sinatra und Lucille Ball auf. Danach folgten Auftritte in amerikanischen Fernsehshows und ein Auftritt im Weißen Haus vor US-Präsident Gerald Ford. Sie erhielt in den USA einen Plattenvertrag, Charterfolge blieben jedoch aus.
In London besuchte sie die Italia Conti Academy, eine traditionsreiche englische Theaterschule. Von 1979 bis 1982 erhielt sie eine eigene Fernsehshow in der BBC unter dem Titel Lena Zavaroni and Music. Zwischen 1974 und 1982 veröffentlichte Lena Zavaroni insgesamt sieben Alben, wobei ihr Debütalbum das erfolgreichste blieb.

## Spätere Jahre
Seit dem Alter von 13 Jahren litt Lena Zavaroni an Anorexia nervosa. Während ihrer Zeit an der Theaterschule fiel ihr Körpergewicht auf 25 kg. Die Krankheit verlief weiter während der 1980er Jahre und beendete ihre Karriere früh. 1989 heiratete sie; die Ehe hielt jedoch nur 18 Monate. Im Jahr ihrer Hochzeit starb ihre Mutter an einer Überdosis Beruhigungsmittel. Ein Hausbrand vernichtete sämtliche Erinnerungsstücke aus ihrer Showkarriere. Nach der gescheiterten Ehe zog sie nach Hoddesdon, um in der Nähe ihres Vaters und dessen zweiter Ehefrau zu leben, zurückgezogen und von Sozialhilfe.
Lena litt später zusätzlich unter Depressionen. Im Verlaufe ihrer psychischen Krankheit wurde sie medikamentös behandelt und erhielt eine Elektrokrampftherapie, sämtliche Behandlungen schlugen aber auf Dauer fehl. Im September 1999 wurde sie in das Universitätskrankenhaus von Cardiff eingeliefert, um in der Psychochirurgie operiert zu werden. Sie hatte selbst nachdrücklich um diesen Eingriff gebeten. Drei Wochen danach starb sie mit 35 Jahren an einer Lungenentzündung; zuletzt wog sie nur 32 kg.

## Diskografie

### Studioalben
| Jahr | Titel                        | Höchstplatzierung, Gesamtwochen, AuszeichnungChartplatzierungen (Jahr, Titel, Platzierungen, Wochen, Auszeichnungen, Anmerkungen) | Höchstplatzierung, Gesamtwochen, AuszeichnungChartplatzierungen (Jahr, Titel, Platzierungen, Wochen, Auszeichnungen, Anmerkungen) | Höchstplatzierung, Gesamtwochen, AuszeichnungChartplatzierungen (Jahr, Titel, Platzierungen, Wochen, Auszeichnungen, Anmerkungen) | Höchstplatzierung, Gesamtwochen, AuszeichnungChartplatzierungen (Jahr, Titel, Platzierungen, Wochen, Auszeichnungen, Anmerkungen) | Höchstplatzierung, Gesamtwochen, AuszeichnungChartplatzierungen (Jahr, Titel, Platzierungen, Wochen, Auszeichnungen, Anmerkungen) | Anmerkungen                     |
| Jahr | Titel                        | DE | AT | CH | UK | US | Anmerkungen                     |
| ---- | ---------------------------- | --- | --- | --- | --- | --- | ------------------------------- |
| 1974 | Ma! (He’s Making Eyes At Me) | — | AT10 (4 Wo.)AT | — | UK8 (5 Wo.)UK | — | Erstveröffentlichung: März 1974 |

grau schraffiert: keine Chartdaten aus diesem Jahr verfügbar
Weitere Alben
- 1974: If My Friends Could See Me Now
- 1975: In South Africa
- 1976: The Collection
- 1977: Presenting
- 1978: Songs Are Such Good Things
- 1979: And Her Music
- 1982: Hold Tight, It’s Lena

### Singles
| Jahr | Titel Album                | Höchstplatzierung, Gesamtwochen, AuszeichnungChartplatzierungen (Jahr, Titel, Album, Platzierungen, Wochen, Auszeichnungen, Anmerkungen) | Höchstplatzierung, Gesamtwochen, AuszeichnungChartplatzierungen (Jahr, Titel, Album, Platzierungen, Wochen, Auszeichnungen, Anmerkungen) | Höchstplatzierung, Gesamtwochen, AuszeichnungChartplatzierungen (Jahr, Titel, Album, Platzierungen, Wochen, Auszeichnungen, Anmerkungen) | Höchstplatzierung, Gesamtwochen, AuszeichnungChartplatzierungen (Jahr, Titel, Album, Platzierungen, Wochen, Auszeichnungen, Anmerkungen) | Höchstplatzierung, Gesamtwochen, AuszeichnungChartplatzierungen (Jahr, Titel, Album, Platzierungen, Wochen, Auszeichnungen, Anmerkungen) | Anmerkungen                       |
| Jahr | Titel Album                | DE | AT | CH | UK | US | Anmerkungen                       |
| ---- | -------------------------- | --- | --- | --- | --- | --- | --------------------------------- |
| 1974 | Ma! He’s Making Eyes at Me | — | AT5 (12 Wo.)AT | — | UK10 Silber · (11 Wo.)UK | US91 (4 Wo.)US | Erstveröffentlichung: Januar 1974 |
| 1974 | (You’ve Got) Personality – | — | AT3 (12 Wo.)AT | — | UK33 (3 Wo.)UK | — | Erstveröffentlichung: Mai 1974    |